# Lijst van Stolpersteine in Dongen

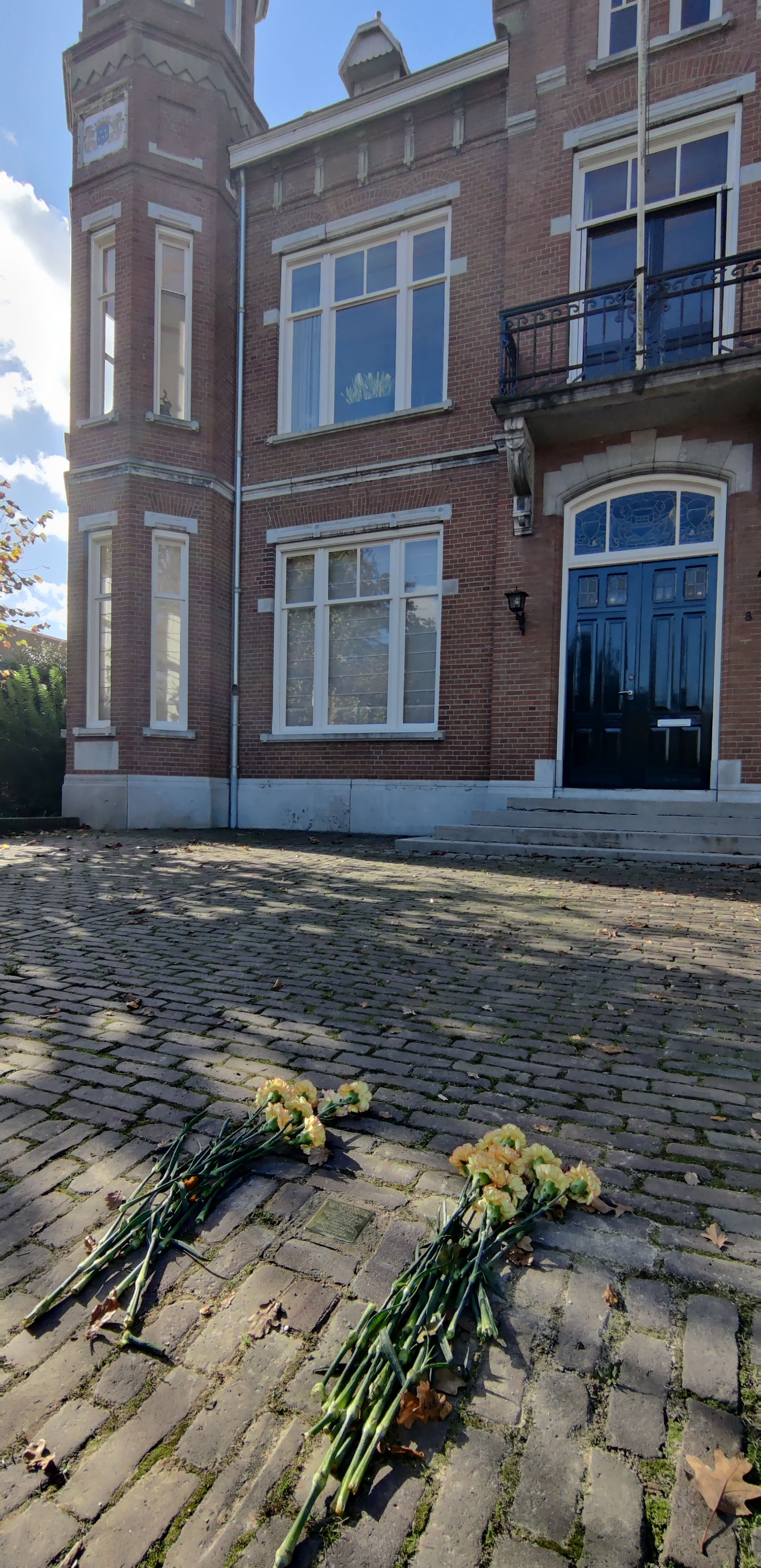
Stolperstein in 's Gravenmoer voor Teunis van der Bie

De lijst van Stolpersteine in Dongen geeft een overzicht van de gedenkstenen die in de gemeente Dongen in de Nederlandse provincie Noord-Brabant zijn geplaatst in het kader van het Stolpersteine-project van de Duitse beeldhouwer-kunstenaar Gunter Demnig.
Stolpersteine zijn opgedragen aan slachtoffers van het nationaalsocialisme, al diegenen die zijn vervolgd, gedeporteerd, vermoord, gedwongen te emigreren of tot zelfmoord gedreven door het nazi-regime. Demnig legt voor elk slachtoffer een aparte steen, meestal voor de laatste zelfgekozen woning.
Omdat het Stolpersteine-project doorloopt, kan deze lijst onvolledig zijn.

## Stolpersteine
In gemeente Dongen ligt een Stolperstein in 's Gravenmoer.

### 's Gravenmoer
| Afbeelding | Inscriptie | Adres                     | Herdachte persoon              |
| ---------- | --- | ------------------------- | ------------------------------ |
|            | HIER WOONDE TEUNIS VAN DER BIE GEB. 1904 VERZETSSTRIJDER GEARRESTEERD 9-3-1944 'S-HERTOGENBOSCH GEÏNTERNEERD HAAREN GEDEPORTEERD 6-9-1944 UIT UTRECHT VERMOORD 9-3-1945 DIEBURG | Hoofdstraat 4 Kaart (OSM) | Teunis van der Bie (1904-1945) |

## Data van plaatsingen
- 26 oktober 2024: 's Gravenmoer, een Stolperstein op Hoofdstraat 4